# 복드 칸국
복드 칸국(몽골 문자:ᠪᠣᠭᠳᠠᠬᠠᠭᠠᠨᠲᠤᠮᠣᠩᠭᠣᠯᠤᠯᠤᠰ, 몽골어: Богд хаант Монгол Улс)은 1911년부터 1924년까지 몽골 정부였다. 1911년 봄, 튀그-오치린 남난쉬렌 왕자를 포함한 몽골의 저명한 귀족들은 청나라로부터의 독립을 논의하기 위해 귀족들과 교회 관리들의 회의를 소집하도록 복드 칸을 설득했다. 1911년 11월 30일 몽골은 칼카 임시정부를 수립했다. 1911년 12월 29일, 신해혁명이 일어나면서 몽골의 독립이 선언되었다. 그들은 몽골에서 티베트 불교의 최고 권위자인 제8대 복드 겐(Bogd Gegeen)을 신권 통치자로 임명했다. 그리고 복드 칸의 영토는 보통 "복드 칸국"으로 알려져 있다.
이 시기에는 세 가지 역사적 흐름이 작용했다. 첫 번째는 몽골인들이 내몽골, 바르가, 상몽골, 서몽골, 탕누 우량하이를 포함한 독립된 신정국가를 형성하기 위한 노력이었다. 두 번째는 러시아 제국이었다. 러시아 제국은 자국에서 자국의 우위를 확립하는 동시에 초기 중화민국 내에서 외몽골의 자치권을 보장하는 두 가지 목표를 달성하기로 결심했다. 세 번째는 1919년부터 1921년까지 중화민국이 몽골의 자치권을 완전히 장악한 것이다.

## 유래

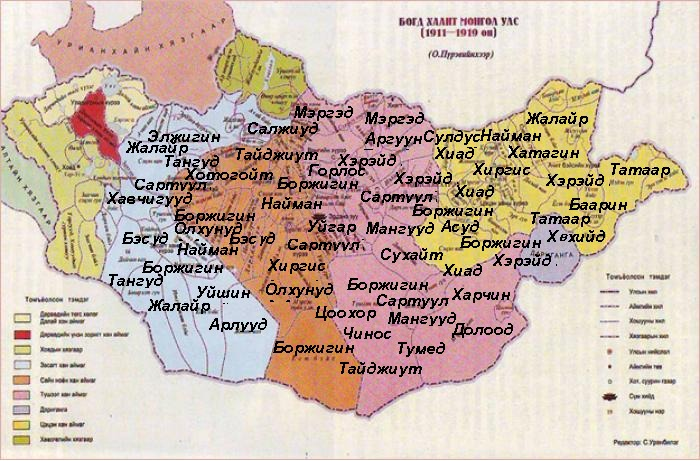
1910년대 외몽골 부족

사용되는 몽골어 이름은 일반적으로 "Olnoo Örgögdsön Mongol Uls" (Олноо өргөгдсөн Монгол улс, 다수에 의해 승격된 몽골국) 또는 "칸트 울스"(хаант улс, 카간국).으로 알려져 있다.

## 1911년 몽골 혁명
1913년 2월 2일 복드 칸국은 내몽골을 중국으로부터 해방시키기 위해 몽골 기병대를 파견했다. 러시아 제국은 복드 칸국에 무기를 판매하는 것을 거부했고, 러시아 차르 니콜라이 2세는 "몽골 제국주의"를 언급했다. 몽골을 합법적인 국가로 인정한 유일한 나라는 역시 청나라로부터 독립을 선언한 티베트였다. 티베트와 몽골은 이후 우호 조약을 체결하고 상호 인정을 약속했다.

## 같이 보기
- 몽골 청치시기
- 외몽골 점령
- 1921년 몽골 혁명
- 몽골 인민공화국